# Solar neutrino unit
Die Solar neutrino unit (SNU) ist eine Maßeinheit, die in der Neutrinophysik verwendet wird. Sie ist definiert als
1 SNU = 10−36 Reaktionen pro Sekunde pro Atom im Detektor.
Neutrinos haben eine extrem geringe Wechselwirkung mit Materie. Um Neutrinos aus der Sonne nachzuweisen, verwendet man in Neutrinoobservatorien tonnenschweres Detektormaterial und detektiert dann einige wenige Reaktionen. Um zu „handlichen“ Größen zu kommen, verwendet man diese Einheit. Sie gehört nicht zum Internationalen Einheitensystem (SI).